# Téléphore fauve
Rhagonycha fulva
Espèce
Le téléphore fauve (Rhagonycha fulva) est une espèce d'insectes coléoptères de la famille des Cantharidae.

## Historique et dénomination
L'espèce Rhagonycha fulva a été décrite par le naturaliste italien Giovanni Antonio Scopoli en 1763.
Rhagas signifie « fente » et onux, « griffe » : « avec des griffes fendues » ; fulva signifie « fauve ». Dans « téléphore », têle provient de « loin » et phorein de « porter » : « répandu partout ».

### Synonymie
- Cantharis fulva
- Telephorus bimaculatus DeGeer, 1774
- Cicindela maculata Fourcroy, 1785
- Telephorus melanurus Olivier, 1790
- Rhagonycha terminalis Redtenbacher, 1849
- Rhagonycha cailloli Chobaut, 1914
- Rhagonycha curtithorax Pic, 1920

## Taxinomie
Liste des sous-espèces
- Rhagonycha fulva var. delahoni Schilsky, 1908
- Rhagonycha fulva var. inapicalis Fiori, 1914
- Rhagonycha fulva var. usta (Gemminger, 1870)

## Description
Le téléphore fauve est un coléoptère roux avec des antennes, des yeux et le bout des élytres noirs. Les tarses sont larges et foncés. Il mesure 7 à 10 mm de long.

Sur une Achillée millefeuille.
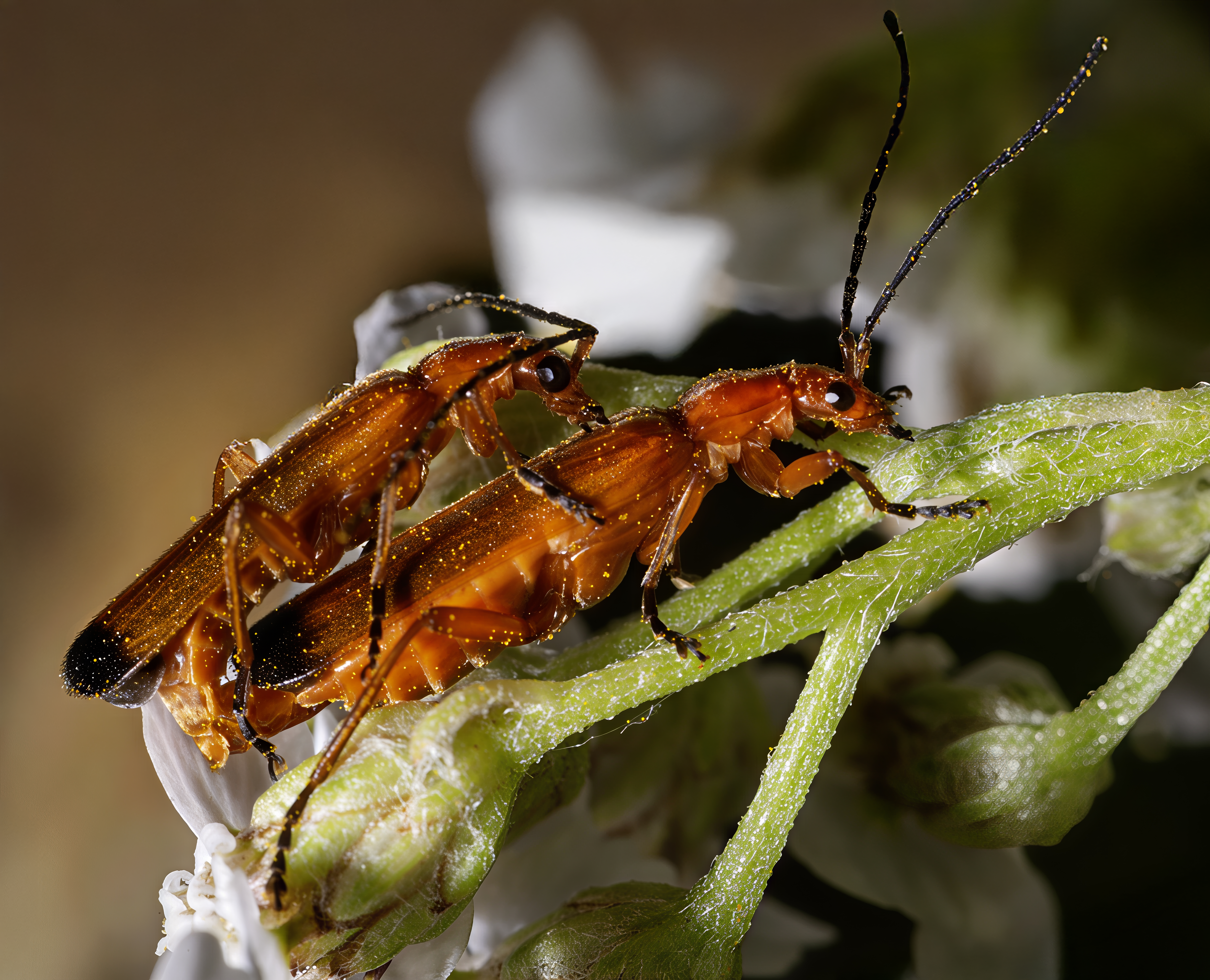
S'accouplant sur Viburnum tinus.
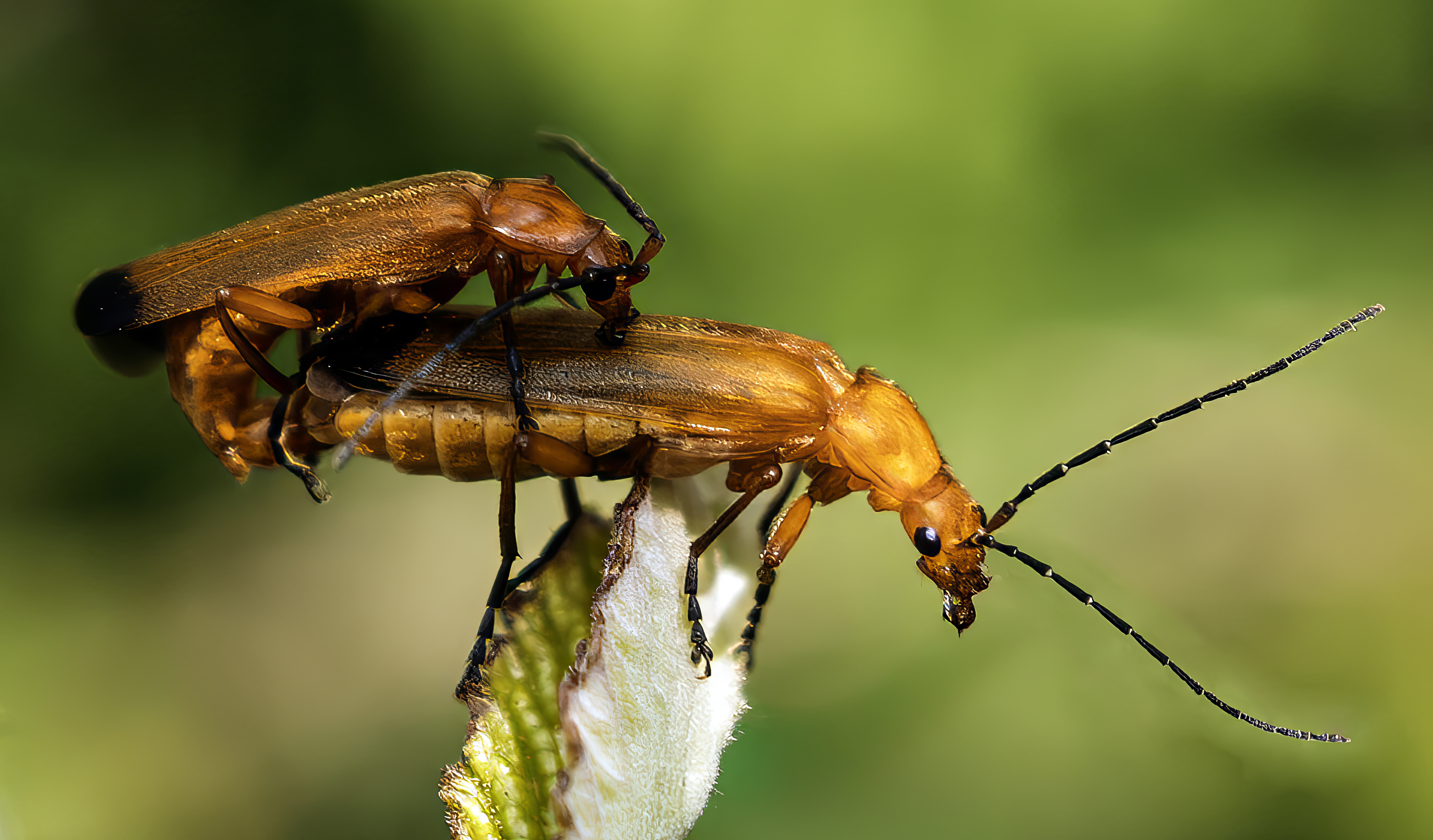
S'accouplant sur Ronce à feuilles d'Orme.
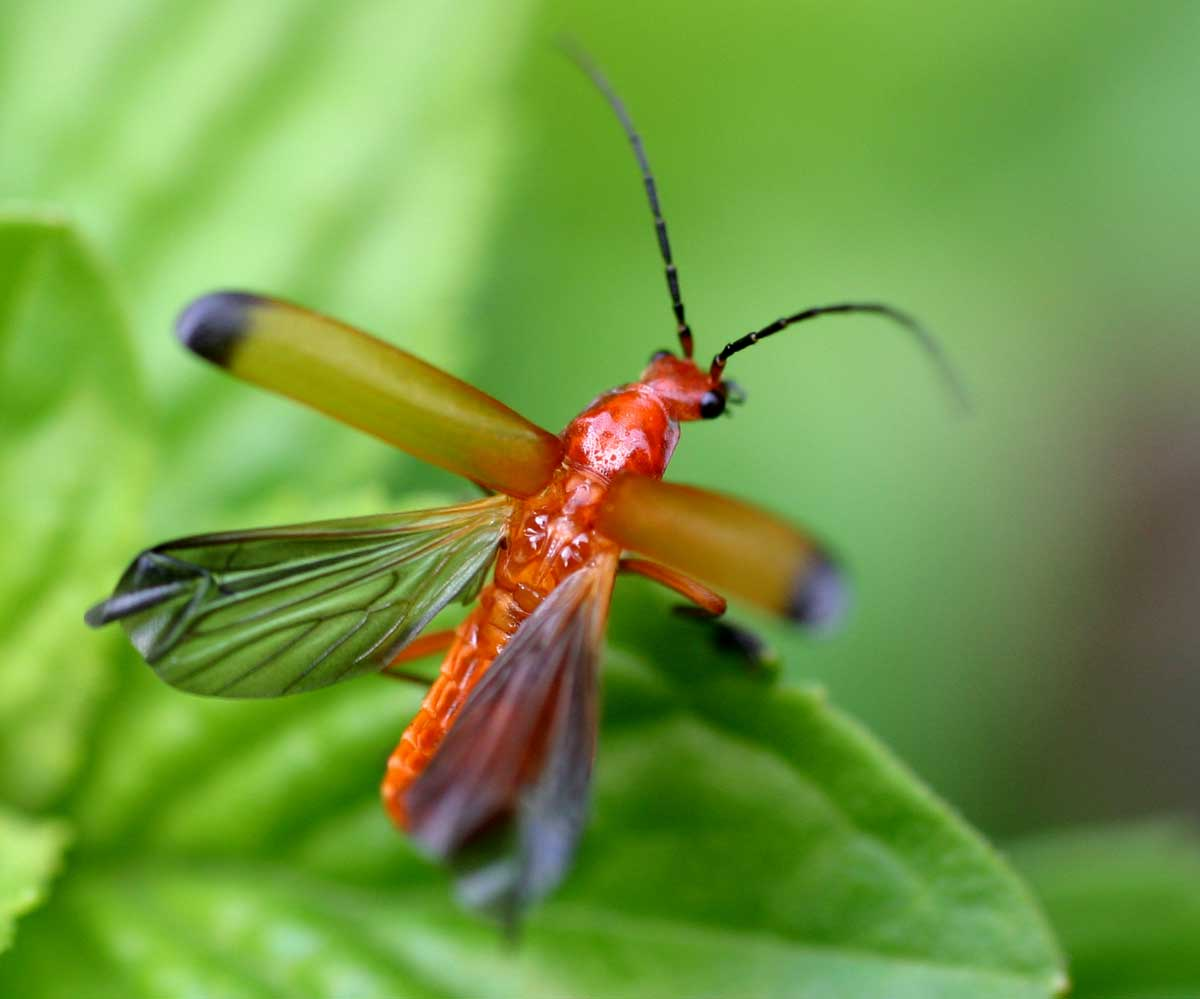
Déployant des ailes.

## Distribution
C'est une espèce très commune en Europe et en Anatolie, visible de mai à juillet. R. fulva a été introduit en Amérique du Nord et est bien établi en Colombie-Britannique, Québec et Ontario. On peut par conséquent le considérer comme une espèce invasive en Amérique du Nord.

## Habitat
R. fulva se rencontre à la lisière des bois, dans les jardins et les prairies. On peut observer de nombreux adultes - souvent en train de s'accoupler - sur les apiacées (ombellifères) le long des chemins pendant l'été. Espèce présente en grand nombre dans les vergers de pêchers sur les fruits.

## Alimentation
Les imagos visitent souvent les fleurs dont ils se nourrissent de pollen. L'espèce est notamment un important pollinisateur du Châtaignier, loin devant l'Abeille mellifère car ces dernières ne visitent pas les fleurs femelles,. Les imagos sont également des prédateurs, probablement d'autres espèces floricoles,.
Cet insecte est très sensible aux traitements chimiques sur grandes cultures. Les broyats de branches constituent pour cet insecte un excellent milieu de reproduction et un refuge hivernal. Lorsque la nourriture floricole vient à manquer, il devient alors carnivore et n'hésite pas à consommer nombre de larves, notamment celles des doryphores de la pomme de terre.

## Cycle de vie
La femelle pond ses œufs à la surface du sol. Les larves, velues, habitent à terre et se nourrissent d'escargots et de petits insectes. Elles hivernent à terre, sous les pierres ou les feuilles mortes. La nymphose a lieu au printemps.